# Henry Ice Rise
Der Henry Ice Rise (englisch, in Argentinien Isla Quijada) ist eine 250 m hohe und in der Grundfläche dreieckige Eiskuppel von 110 km Ausdehnung vor der Küste des westantarktischen Ellsworthlands. Im Filchner-Ronne-Schelfeis ragt er zwischen dem Korff Ice Rise und dem südlichen Abschnitt der Berkner-Insel auf.
Erstmals besucht wurde er von einer US-amerikanischen Mannschaft zur Erkundung des Ellsworthlands während des Internationalen Geophysikalischen Jahres (1957–1958). Das Advisory Committee on Antarctic Names benannte ihn 1977 nach  Clifford D. Henry (1918–1975) vom Military Sealift Command, Kapitän der USNS Private John R. Towle, der am 16. Februar 1975 auf der Rückreise aus antarktischen Gewässern starb. Namensgeber der argentinischen Benennung ist Vizeadmiral Hermes Quijada (1920–1973), dem am 6. Januar 1961 als erstem Südamerikaner eine Flugzeuglandung am geographischen Südpol gelang.